# هیاهوی کناری (مجموعه تلویزیونی)
هیاهوی کناری (انگلیسی: Side Hustle) یک مجموعه تلویزیونی کمدی آمریکایی است که توسط دیوید ماکروف ساخته شده‌است و برای اولین بار در نیکلودئون در ۷ نوامبر ۲۰۲۰ پخش شد. در این مجموعه جولز لیبلانک، جیدن بارتلز، آیزایا کروز، میچل برگ و ژاک چول بازی می‌کنند.

## خلاصه
لکس هوشمند، پریسلی با اعتماد به نفس، و دوست دمدمی مزاج آنها مونچی پس از تخریب یک قایق تصادفی قایق متعلق به پدر مونشی، در موقعیتی سخت قرار می‌گیرند. مجبور به ارائه روش‌های خلاقانه برای کسب درآمد و پرداخت خسارت می‌شوند. در حالی که برادر بزرگتر مونچی، یاگت، اطمینان حاصل می‌کند که آنها از پس هزینه بر نمی‌آیند، این سه دوست باید هر شغلی را که سر راهشان قرار بگیرد، هر چقدر هم که دیوانه باشند، انجام دهند.

## بازیگران
- ژول لوبلانک در نقش لکس
- جیدن بارتلز در نقش پریسلی[۱]
- آیزایا کروز به عنوان مونچی
- میچل برگ در نقش فیشر
- ژاک شوول در نقش جاگت

## تولید
در ۲۴ فوریه سال ۲۰۲۰، اعلام شد که نیکلودئون دستور ساخت را به دیوید مالکوف برای یک مجموعه کمدی دوستانه با بازی آنی لوبلانک در نقش لکس و جیدن بارتلز در نقش پریسلی را، سفارش داده‌است. همچنین ایزایا کروز - پسر بازیگر تری کروز - در این سریال در نقش مونکی، میچل برگ در نقش فیشر و ژاک چول در نقش جاگت بازی می‌کنند. تولید در مارس ۲۰۲۰ در لس آنجلس برای اولین بار در سال ۲۰۲۰ آغاز شد. دیوید مالکوف به عنوان تهیه‌کننده اجرایی فعالیت می‌کند. جان بک و رون هارت به عنوان تهیه‌کننده و مجری برنامه‌های اجرایی فعالیت می‌کنند.
در ۷ ژانویه ۲۰۲۱، اعلام شد که نیکلودئون هفت قسمت دیگر از این سریال را سفارش داده‌است و سفارش فصل اول را به ۲۰ قسمت می‌رساند. در ۱۸ مارس ۲۰۲۱، اعلام شد که نیکلودئون شش قسمت دیگر از این سریال را سفارش داده‌است و سفارش فصل اول را به ۲۶ قسمت تغییر داده‌است.